# Молоко скорби
«Молоко скорби» (исп. La teta asustada, англ. The Milk of Sorrow — в международном прокате) — драматический фильм 2009 года перуанской женщины-режиссёра Клаудии Льосы. Лента получила Гран-при Берлинского кинофестиваля в 2009 году, а также номинировалась на «Оскар» в 2010 году в категории «Лучший фильм на иностранном языке», но проиграла картине «Тайна в его глазах».

## Сюжет
Лента основана на книге Кимберли Тейдон Entre prójimos: el conflicto armado interno y la politica de la reconciliación en el Perú.
Фильм повествует о периоде насилия в Перу в 1980—1992 годах. Основанием вооружённого конфликта стало восстание маоистской группировки Sendero Luminoso (Сияющий путь), на подавление которого была послана правительственная армия.
К 1990 году беспорядки докатились до Лимы — столицы государства. В ленте рассказывается о судьбе женщин, изнасилованных солдатами. Многие из этих изнасилований носили характер группового, немало из них заканчивались беременностью женщин. Режиссёр фильма пытается донести до зрителя мысль, что дети, вскормленные молоком душевно травмированных матерей, продолжают нести зло и боль в следующем поколении. Также Клаудия Льоса проводит мысль, что подобные изнасилования являлись запланированной стратегией этого конфликта.
Главная героиня фильма — молодая девушка по имени Фауста (играет Магали Сольер), появившаяся на свет именно в результате такого насилия. У неё умирает престарелая мать, и дочь хочет перевезти тело из трущоб столицы в родную деревню. Девушка оказывается огромным кладбищем фобий и предрассудков.
Лента изобилует перуанскими народными песнями.

## В ролях
- Магали Сольер — Фауста
- Суси Санчес — сеньора Аида
- Эфраин Солис — садовник Ноэ
- Барбара Ласон — Перпетуа
- Дельси Эредия — Кармела
- Карла Эредия — Северина
- Фернандо Кайчо — Мелвин

## Награды и номинации[6]
- 2009 — два приза Берлинского кинофестиваля: «Золотой медведь» и приз ФИПРЕССИ (Клаудиа Льоса)
- 2009 — два приза Гвадалахарского кинофестиваля: лучший фильм (Клаудия Льоса), лучшая актриса (Магали Сольер)
- 2009 — два приза Гаванского кинофестиваля: Grand Coral — первый приз (Клаудия Льоса), лучшая работа художников (Сусана Торрес, Патрисия Буэно)
- 2009 — три приза Фестиваля латиноамериканских фильмов в Лиме: лучший перуанский фильм (Клаудия Льоса), CONACINE Award (Клаудия Льоса), лучшая актриса (Магали Сольер)
- 2009 — два приза Монреальского фестиваля нового кино: премия кинокритиков Квебека за лучший фильм (Клаудиая Льоса), лучшая актриса (Магали Сольер)
- 2010 — номинация на премию «Оскар» за лучший фильм на иностранном языке
- 2010 — номинация на премию «Гойя» за лучший испаноязычный зарубежный фильм (Клаудия Льоса)

## Премьерный показ в разных странах[7]
- Германия — 12 февраля 2009 (Берлинский кинофестиваль); 5 ноября 2009 — широкий экран
- Испания — 13 февраля 2009
- Перу — 12 марта 2009
- Турция — 4 апреля 2009 (Международный кинофестиваль в Стамбуле)
- Аргентина — 9 апреля 2009
- Дания — 18 апреля 2009 (кинофестиваль CPH PIX); 20 мая 2010 — широкий экран
- Италия — 8 мая 2009
- Франция — 17 июня 2009
- Швейцария — 17 июня 2009 (во франкоговорящих регионах); 1 октября 2009 (в немецкоговорящих регионах)
- Чехия — 6 июля 2009 (Кинофестиваль в Карловых Варах)
- Хорватия — 27 июля 2009 (кинофестиваль в Мотовуне)
- Бразилия — 28 августа 2009
- Австрия, Тайвань — 4 сентября 2009
- Швеция — 11 сентября 2009
- Филиппины — октябрь 2009 (Международный кинофестиваль Cinemanila)
- Канада — 1 октября 2009 (Международный кинофестиваль в Ванкувере)
- Южная Корея — 12 октября 2009 (Международный кинофестиваль в Пусане)
- Колумбия, Норвегия — 16 октября 2009
- Великобритания — 19 октября 2009 (кинофестиваль в Лондоне)
- Россия — 25 октября 2009 (Москва, арт-хаус ресторан «Цвет ночи»)[8]
- Венгрия — 29 октября 2009
- США — 31 октября 2009 (кинофестиваль AFI); 9 января 2010 (Международный кинофестиваль в Палм-Спрингс); 21 мая 2010 (Международный кинофестиваль в Сиэтле); 27 августа 2010 — широкий экран (планируется)
- Польша — 19 ноября 2009 (кинофестиваль Swiata ale kino!); 1 января 2010 — широкий экран
- Греция — 21 ноября 2009 (Международный кинофестиваль в Салониках); 25 февраля 2010 — широкий экран
- Нидерланды — 3 декабря 2009
- ОАЭ — 11 декабря 2009 (Международный кинофестиваль в Дубае)
- Мексика — 15 января 2010
- Панама — 7 мая 2010
- Дания — 20 мая 2010
- Словения — 10 июня 2010
- Португалия — 1 июля 2010